# Saint Pierre libéré de prison
Saint Pierre libéré de prison est une fresque de Filippino Lippi qui décore la chapelle Brancacci dans l'église Santa Maria del Carmine à Florence. L'œuvre (230 × 88 cm) peut être datée vers 1482-1485.

## Histoire
La décoration de la chapelle Brancacci est probablement restée inachevée en raison du départ de Masaccio pour Rome en 1428, où il a trouvé la mort peu de temps après. De plus, l'exil du client Felice Brancacci en 1436 a entravé toute possibilité de reprise des travaux par d'autres artistes. Il est probable que certaines parties déjà peintes par Masaccio aient été martelées dans une sorte de damnatio memoriae car elles contenaient des portraits des Brancacci.
Ce n'est qu'avec la réadmission de la famille dans la ville en 1480 qu'elle put être achevée, la tâche étant confiée à l'artiste qui, après tout, était alors le plus fidèle à la tradition de Masaccio, Filippino, fils de Filippo Lippi, premier élève du grand innovateur de la peinture florentine.
On pense que Masaccio avait déjà peint un Crucifiement de saint Pierre derrière l'autel, qui a été démantelé vers 1458 lorsque la chapelle a été de nouveau consacrée à la Madonna del Popolo, du nom d'un panneau du XIIIe siècle qui est toujours présent, nécessitant de réorganiser le mur du fond.
L'intervention de Lippi n'est pas documentée avec exactitude, mais est datable grâce à quelques indices cités par Vasari dans les années 1485, années où le peintre, alors âgé de vingt-cinq ans, commence à recevoir d'importantes commandes personnelles.

## Description et style
La scène de Saint Pierre libéré de prison se trouve sur le pilier droit de la chapelle, sous le Péché originel de Masolino. Il montre saint Pierre libéré de prison par un ange, tandis que le gardien dort à la suite d'une intervention divine.
Le décor reproduit fidèlement celui du mur opposé où se trouve Saint Pierre en prison est visité par saint Paul, situé dans la même prison. Une nouvelle fois, l'architecture est reliée à celle de la scène adjacente.
Dans la figure de saint Pierre, de dos et au « profil perdu », Filippino fait l'effort de s'adapter au style de Masaccio. Le saint est en effet enveloppé dans un grand manteau qui « tache » la scène de couleur et donne au corps un volume dilaté. La main, le pied et le visage ont même un dessin simplifié et un contraste qui s'inspirent de la peinture « moulée » de Masaccio. Cependant, l'utilisation de la ligne de contour, plus tardive, est bien reconnaissable.
En revanche, l'ange apparaît beaucoup plus moderne, avec une robe légère et un beau visage légèrement mélancolique qui semble provenir d'une œuvre de Botticelli, un des maîtres de Filippino.
Le garde, armé d'une épée, dort au premier plan appuyé sur un long bâton, avec une position lâche et douce, improbable au début du XVe siècle.
La libération miraculeuse suggère le salut chrétien mais, a peut-être aussi une signification politique, liée à l'autonomie retrouvée de Florence après la menace milanaise de Galéas Marie Sforza.

## Source de traduction
- (it) Cet article est partiellement ou en totalité issu de l’article de Wikipédia en italien intitulé « Liberazione di san Pietro dal carcere » (voir la liste des auteurs).